# 地球離脱ステージ

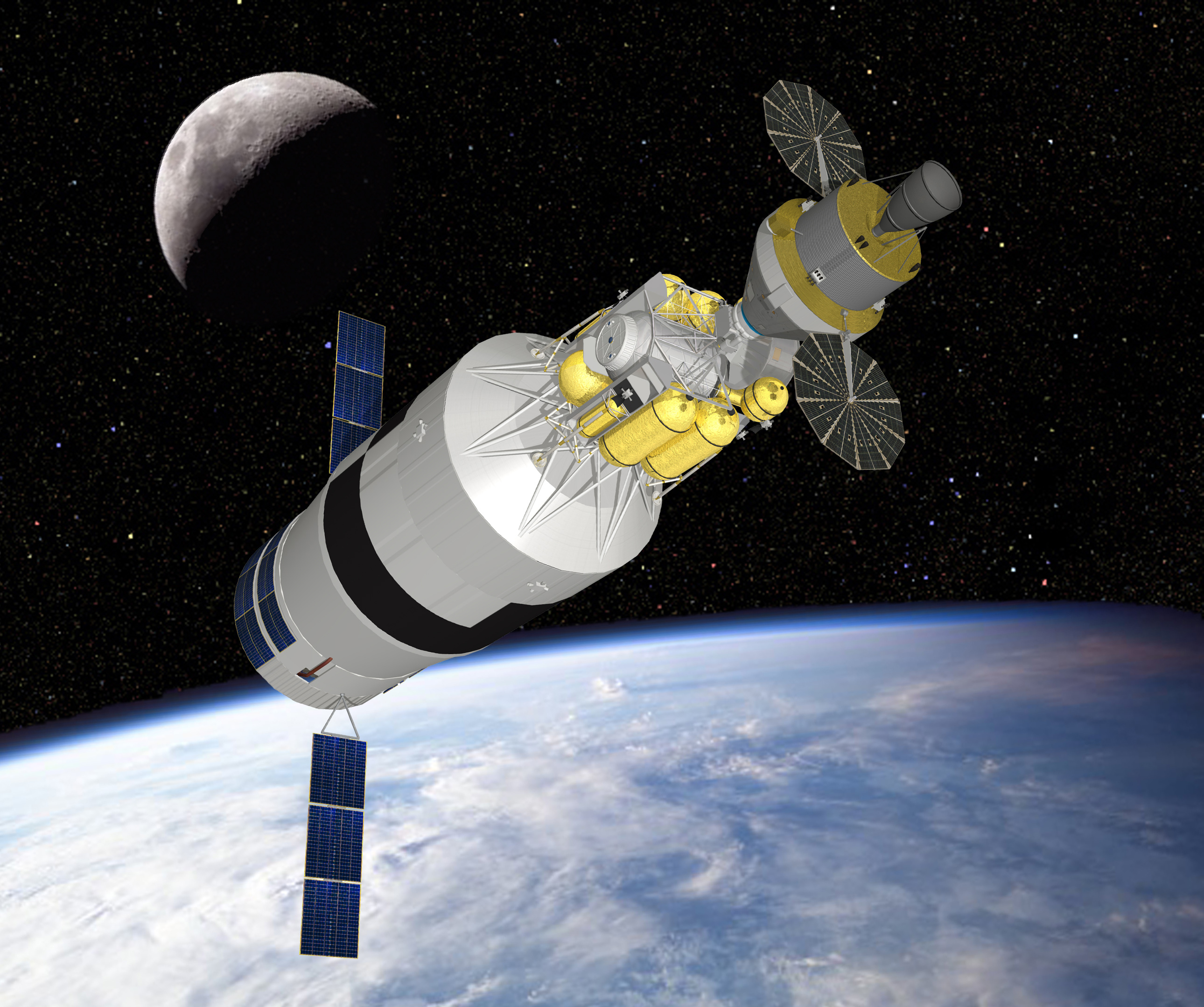
軌道上の地球離脱ステージ、アルタイルとオリオンを乗せている

地球離脱ステージ（ちきゅうりだつステージ）はNASAの計画したロケットの段階。アレスVによって打ち上げる上段部分の設計計画であり、コンスティレーション計画の一環としてマーシャル宇宙飛行センターで設計された。地球離脱ステージは液体酸素、液体水素のJ-2Xエンジンによって推進され、飛行方法は1968年から72年にかけてアポロを月まで運んだサターンVロケットのS-IVBに類似している。月面有人探査のための基本アーキテクチャとして検討されている。

## 設計
もともとはスペースシャトルのスペースシャトル外部燃料タンクを基礎にしており、地球離脱ステージは2機のJ-2Xエンジンを使う予定であり、アレスVのコアブースターには飛行の最初の8分で5台のSSMEと2台のSSSRBを使う予定であった。
アレスVがデルタIVのEELVに使われている5台のRS-68を使う形式に再設計されたため、地球離脱ステージも1機のJ-2Xと一般的な隔壁を使う形に再設計され、現在のデザインとなった。その後下段もRS-68エンジンが6個に変化している。地球離脱ステージはS-IVBの単なる大型化とも見ることができるが、向上した推進剤貯蔵技術と電力用のソーラーパネルやロイタースカート技術によってオンサイトストレージの能力は4日に及んでおり、いくらかS-IVBにできない仕事ができる。

## 計画

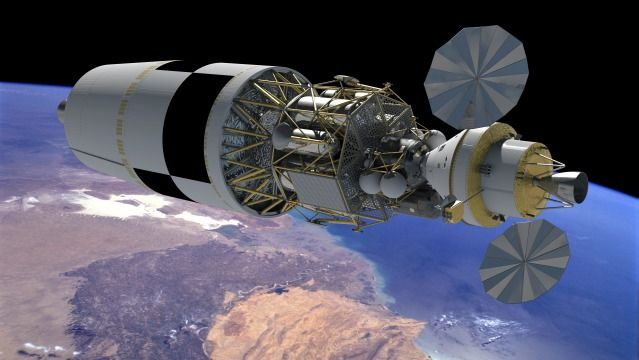
地球離脱ステージの計画図

アレスVによって打ち上げられる予定で、アレスVの下段が大気中で燃え尽きて6機のRS-68とアレスVのコアが切り離されるまでは地球離脱ステージ自体は活動を行わない。下段ロケットを使い切った後、船内ステージングとアルレージ・モータを使って分離すると、J-2Xエンジンに着火し100%の力でアルタイルとともに低軌道へとむかう。その後は低軌道位置にとどまり、別に打ち上げられる4人の宇宙飛行士とオリオンの到着を待つ。
オリオンがアルタイルとドッキングしてシステムチェックがされた後、「ロイタースカート」を放棄し、再びJ-2Xエンジンに点火して、80%の推力で月遷移軌道に向かう。S-IVBのアポロ宇宙船に乗った宇宙飛行士は進行方向に面していたが、地球離脱ステージでは進行方向と反対のロケットの方向を見ることになる。この「視覚外」に進行方向がくる飛行方法は、提案されていたが行われることのなかった有人金星フライバイの飛行計画に似ている。
月遷移軌道への投入が成功すると地球離脱ステージは閉鎖されて切り離される。切り離されたロケットは太陽周回軌道に向けて放出されるほかに、故意に月の表面へ衝突させ科学者の有人飛行や無人探査機などで月表面に置かれた高感度な地震計による月の地質の測定をする計画もある。

## 流用と派生
地球離脱ステージはオリオンやアルタイルの月の極域への移動や殖民に第一に使われるほか、地球近傍小惑星へのオリオン小惑星ミッションや、太陽地球系のL2点への8m - 16mの技術向上型超大型宇宙望遠鏡の打ち上げが可能である。さらに地球離脱ステージ自身やその派生型が最終的に2030年の火星探査計画に使われるとされていた。

## 註
1. ↑  http://www.jaros.or.jp/space%20utilization%20view/h18_chapter2.pdf
2. ↑  SPACE.com - NASA Beefs up Next-Generation Moon Rocket
3. ↑  http://builder.japan.zdnet.com/etc/20388451/4/
4. ↑  “Ares V Cargo Launch Vehicle”.   NASA. 2011年11月20日閲覧。